# Baraka Lurhakwa
Baraka Lurhakwa (alias Baraka creation) né le 14 mai 2000 à Goma à l'est de la République démocratique du Congo, est un scénariste, dessinateur, illustrateur et graphiste. Il a remporté le 3e prix du concours international de bande dessinée et dessin organisé par ONU Femmes,,.